# 萨尔特河畔萨布莱
萨尔特河畔萨布莱（法語：Sablé-sur-Sarthe，法語發音：[sable syʁ saʁt]），法国西北部城市，卢瓦尔河地区大区萨尔特省的一个市镇，隶属于拉弗莱什区，其市镇面积为36.92平方公里，2022年1月1日时人口数量为12,194人，是该省人口第三多的市镇，在法国城市中排名第800位。
萨尔特河畔萨布莱位于萨尔特省西南部，韦日河、埃尔沃河和萨尔特河的交汇处，勒芒－昂热铁路由此通过，是一个区域性的中心城市。萨尔特河畔萨布莱因当地出产的同名饼干而闻名。

## 地名来源

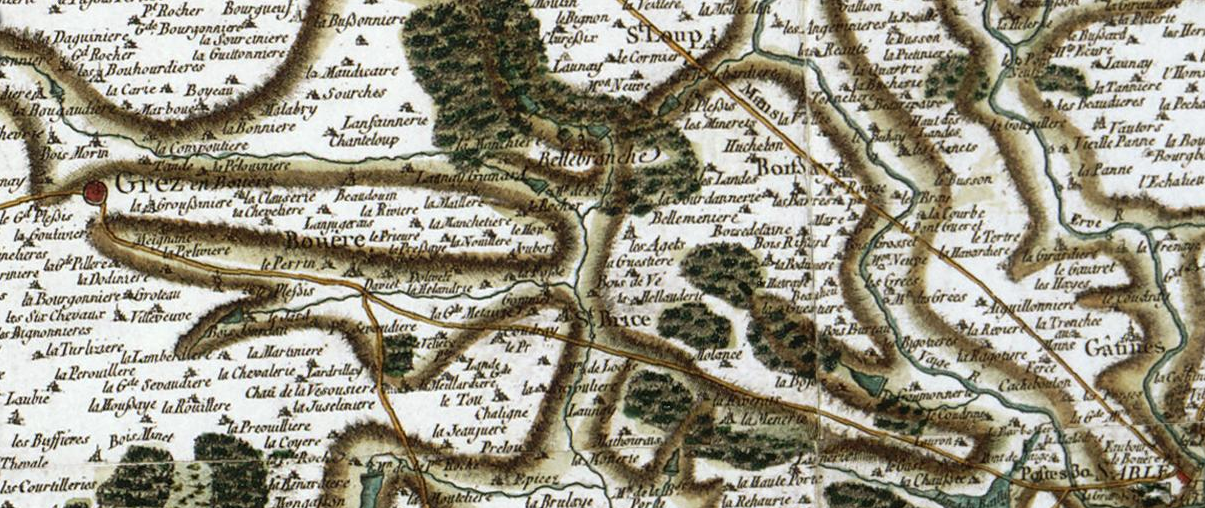
卡西尼地图上的萨布莱

“萨布莱”一名最初以“Sabolium”的形式被记载，该名称来源于拉丁语单词“sabulum”，意为“砂石”，可能与当地河流搬运沉积形成的河滩有关。
“萨尔特河畔”这一后缀自1894年起成为当地官方名称的一部分。

## 历史

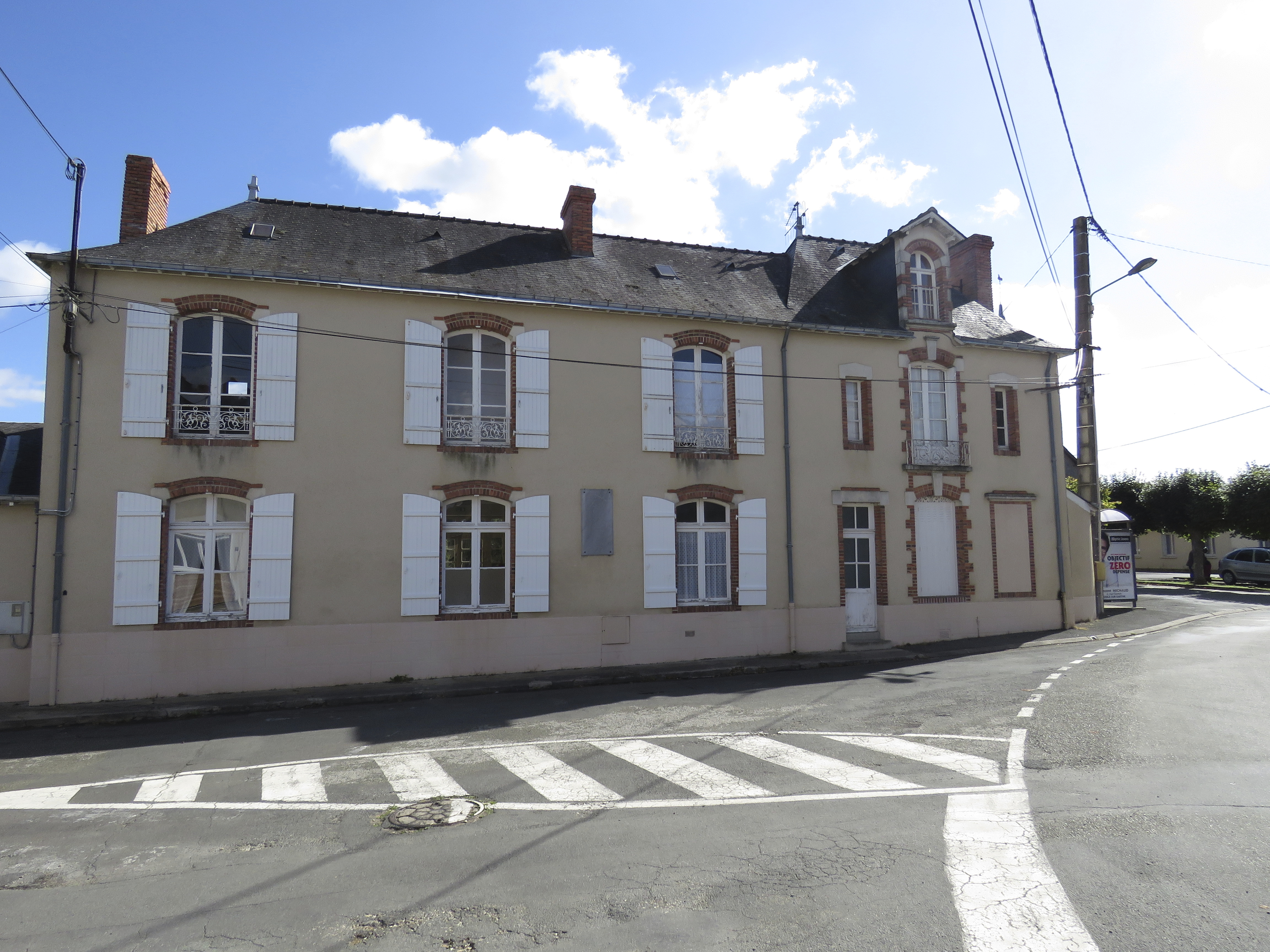
埃尔沃河畔加斯蒂讷旧市政厅

萨尔特河畔萨布莱的建城史始于中世纪中期，彼时，该区域为曼恩伯国的一处领地。以“Sablé”命名的萨布莱家族在12世纪被阿基坦伯爵约翰赐予男爵爵位，其家族成员在此修建萨布莱城堡作为其家族宅邸。1488年8月19日，布列塔尼公爵法兰索瓦二世在萨布莱与法兰西国王查理八世签订《果园条约》，布列塔尼公国的司法权被转至巴黎，其后代仅可与法兰西王室成员联姻。16世纪后，随着的萨尔特河内河航运的发展，萨布莱成为一个商业集镇，当地的甜品师研制出了可长期储存的甜品，被称为“萨布莱饼干”。1750年，在战争中被损毁的萨布莱城堡得以重建。法国大革命后，萨布莱成为萨尔特省的一个市镇，并在1795至1800年间为该省的一个地区行署。工业革命期间，途径萨布莱的勒芒－昂热铁路建成运行，当地亦因采砂业而兴盛，此外萨布莱附近还有少量煤炭资源，其开采活动持续到了20世纪50年代。1965年，埃尔沃河畔加斯蒂讷（Gastines-sur-Erve）整体并入萨尔特河畔萨布莱的市镇范围。20世纪末，在时任萨尔特河畔萨布莱市长若埃尔·勒特勒的支持下，当地城市得到充分开发建设，常住居民数量在25年内增长了一倍。2017年，萨布莱支线铁路建成运行，该铁路使得昂热与雷恩之间的区域列车得以直通。

## 地理

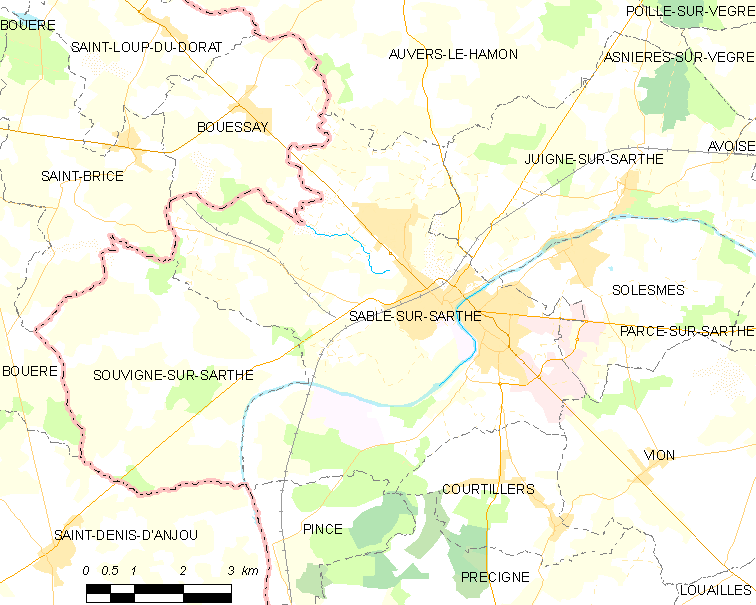
萨尔特河畔萨布莱市镇范围地图

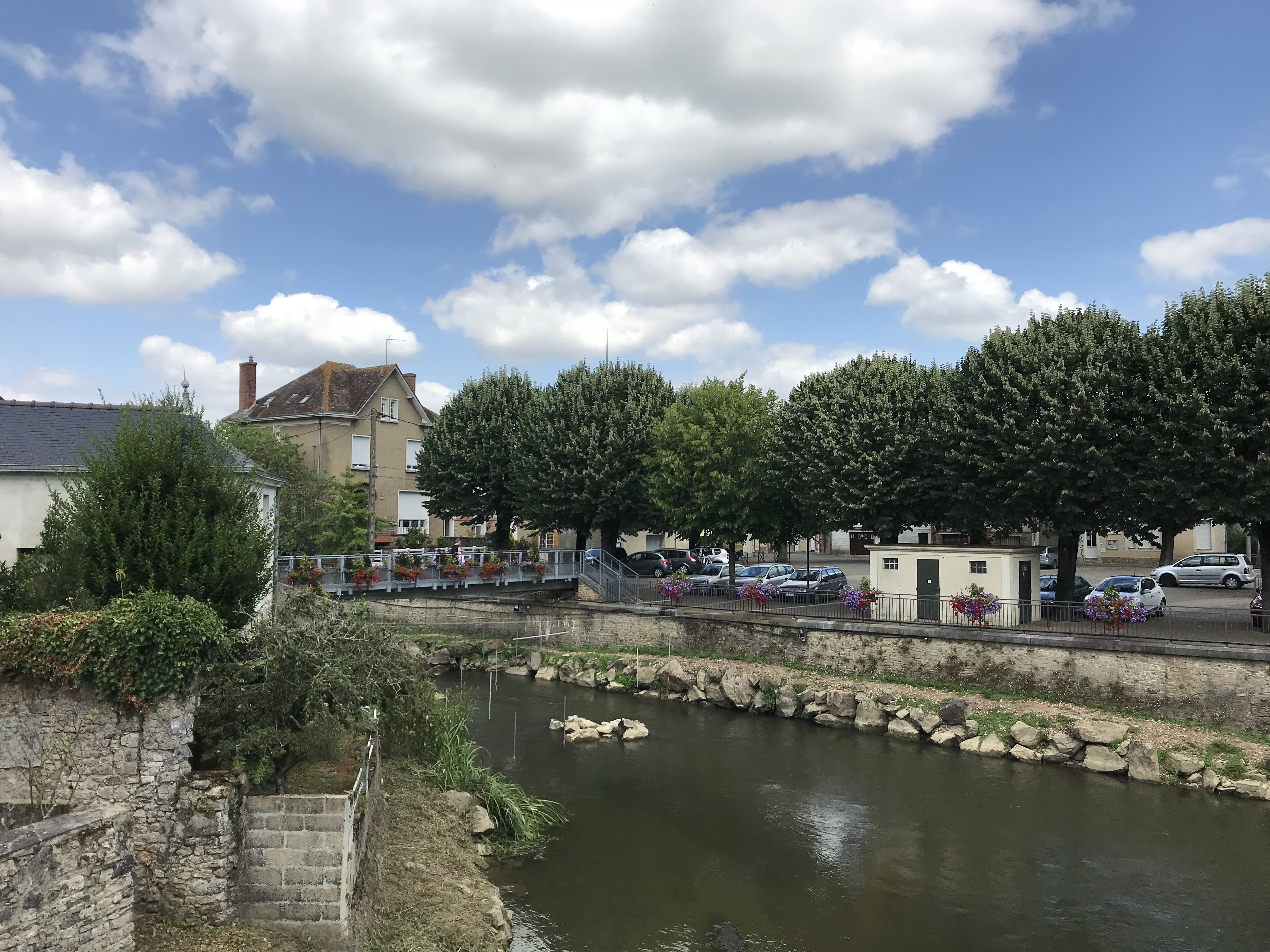
萨尔特河的一条水道

萨尔特河畔萨布莱位于法国西部偏北，卢瓦尔河地区大区东北部和萨尔特省西南部，距离省会勒芒大约50公里。与萨尔特河畔萨布莱接壤的市镇包括：欧韦尔勒阿蒙、索莱姆、萨尔特河畔苏维涅、维永、布埃赛、圣布里斯、圣但尼当茹、库尔蒂耶、萨尔特河畔瑞涅、潘塞。

### 地形
萨尔特河畔萨布莱位于巴黎盆地与阿摩里卡丘陵的过渡地带，境内以浅丘和平原为主，市镇中心地势较为平坦，全境海拔在22到70米之间。

### 水文
萨尔特河干流自东北向西南流经萨尔特河畔萨布莱市区，其右岸支流韦日河和埃尔沃河在此与其交汇，后者为法国五大河流之一。

### 植被
萨尔特河畔萨布莱属于温带阔叶混交林区，市区内的主要绿地公园包括城堡公园（Parc du Château）、公共花园（Jardin Public）等，均常年免费向公众开放。
在鲜花城市的评比中，萨尔特河畔萨布莱被评为3星级鲜花城市。

### 气候
萨尔特河畔萨布莱在柯本气候分类法中属于温带海洋性气候。
萨尔特河畔萨布莱境内设有气象站，以下为该气象站的数据（其中日照数据取自昂热）：
| 萨尔特河畔萨布莱1981年－2019年 | 萨尔特河畔萨布莱1981年－2019年 | 萨尔特河畔萨布莱1981年－2019年 | 萨尔特河畔萨布莱1981年－2019年 | 萨尔特河畔萨布莱1981年－2019年 | 萨尔特河畔萨布莱1981年－2019年 | 萨尔特河畔萨布莱1981年－2019年 | 萨尔特河畔萨布莱1981年－2019年 | 萨尔特河畔萨布莱1981年－2019年 | 萨尔特河畔萨布莱1981年－2019年 | 萨尔特河畔萨布莱1981年－2019年 | 萨尔特河畔萨布莱1981年－2019年 | 萨尔特河畔萨布莱1981年－2019年 | 萨尔特河畔萨布莱1981年－2019年 |
| 月份                           | 1月                            | 2月                            | 3月                            | 4月                            | 5月                            | 6月                            | 7月                            | 8月                            | 9月                            | 10月                           | 11月                           | 12月                           | 全年                           |
| ------------------------------ | ------------------------------ | ------------------------------ | ------------------------------ | ------------------------------ | ------------------------------ | ------------------------------ | ------------------------------ | ------------------------------ | ------------------------------ | ------------------------------ | ------------------------------ | ------------------------------ | ------------------------------ |
| 历史最高温 °C（°F）            | 16.8 (62.2)                    | 19.4 (66.9)                    | 24 (75)                        | 28.8 (83.8)                    | 32.8 (91.0)                    | 36.9 (98.4)                    | 36.7 (98.1)                    | 40 (104)                       | 33.5 (92.3)                    | 29.6 (85.3)                    | 22 (72)                        | 18.5 (65.3)                    | 40 (104)                       |
| 平均高温 °C（°F）              | 8 (46)                         | 8.9 (48.0)                     | 12.4 (54.3)                    | 15.2 (59.4)                    | 19.1 (66.4)                    | 22.7 (72.9)                    | 25 (77)                        | 25 (77)                        | 21.6 (70.9)                    | 16.7 (62.1)                    | 11.2 (52.2)                    | 8.2 (46.8)                     | 16.2 (61.2)                    |
| 日均气温 °C（°F）              | 4.9 (40.8)                     | 5.2 (41.4)                     | 7.8 (46.0)                     | 10 (50)                        | 13.8 (56.8)                    | 16.9 (62.4)                    | 19 (66)                        | 18.9 (66.0)                    | 15.9 (60.6)                    | 12.4 (54.3)                    | 7.7 (45.9)                     | 5.2 (41.4)                     | 11.5 (52.7)                    |
| 平均低温 °C（°F）              | 1.9 (35.4)                     | 1.5 (34.7)                     | 3.3 (37.9)                     | 4.8 (40.6)                     | 8.5 (47.3)                     | 11.1 (52.0)                    | 13 (55)                        | 12.8 (55.0)                    | 10.2 (50.4)                    | 8.1 (46.6)                     | 4.3 (39.7)                     | 2.3 (36.1)                     | 6.8 (44.2)                     |
| 历史最低温 °C（°F）            | −19 (−2)                       | −14 (7)                        | −10 (14)                       | −5 (23)                        | −2.5 (27.5)                    | 1.3 (34.3)                     | 4.8 (40.6)                     | 2.5 (36.5)                     | −0.1 (31.8)                    | −5 (23)                        | −10 (14)                       | −15.7 (3.7)                    | −19 (−2)                       |
| 平均降水量 mm（）              | 70.1 (2.76)                    | 53.7 (2.11)                    | 54.5 (2.15)                    | 55.9 (2.20)                    | 60.6 (2.39)                    | 45.5 (1.79)                    | 53 (2.1)                       | 41.8 (1.65)                    | 53.6 (2.11)                    | 73.9 (2.91)                    | 69.3 (2.73)                    | 74.4 (2.93)                    | 706.3 (27.81)                  |
| 月均日照時數                   | 68.9                           | 92.8                           | 136.5                          | 171.5                          | 194.5                          | 227.4                          | 227.8                          | 223.7                          | 185.9                          | 120.2                          | 80.7                           | 68.8                           | 1,798.7                        |
| 来源：infoclimat.fr            |                                |                                |                                |                                |                                |                                |                                |                                |                                |                                |                                |                                |                                |

## 行政区划
萨尔特河畔萨布莱是法国卢瓦尔河地区大区萨尔特省的一个市镇，编号为72264。萨尔特河畔萨布莱隶属于拉弗莱什区和萨尔特省第四选区，管理萨尔特河畔萨布莱县，同时也是萨尔特河畔萨布莱市镇公共社区的办公驻地。
萨尔特河畔萨布莱市镇被划为五个街区，实行街区自治制度。
法国国家统计与经济研究所（简称）在进行数据统计时，将萨尔特河畔萨布莱及相邻的索莱姆设为萨尔特河畔萨布莱城市核心区，并将包括核心区在内的周边共20个市镇划为萨尔特河畔萨布莱城市区。自2020年起，萨尔特河畔萨布莱城市区被包含39个市镇的萨尔特河畔萨布莱城市辐射区代替。此外，还将萨尔特河畔萨布莱市镇分为了7个“块区”（IRIS），以便于统计人口分布情况。

## 交通

### 公路
多条萨尔特省省道在萨尔特河畔萨布莱境内交汇。卢瓦尔河地区大区下属的城际客运提供巴士线路，可前往勒芒、拉弗莱什、拉瓦勒及马耶讷河畔贡捷堡。
| 10 | 12 |

| 1 | 21 |

| 勒芒 | 50 |

| 锡耶勒纪尧姆 | 43 |

| 拉瓦勒 | 43 |

| 马耶讷河畔贡捷堡 | 32 |

| 拉弗莱什 | 26 |

| 迪尔塔勒 | 23 |

2018年，64.1%的萨尔特河畔萨布莱家庭拥有至少一辆私人汽车。2019年，萨尔特河畔萨布莱境内共发生各类交通事故6起，造成2人遇难，8人受伤。

### 铁路

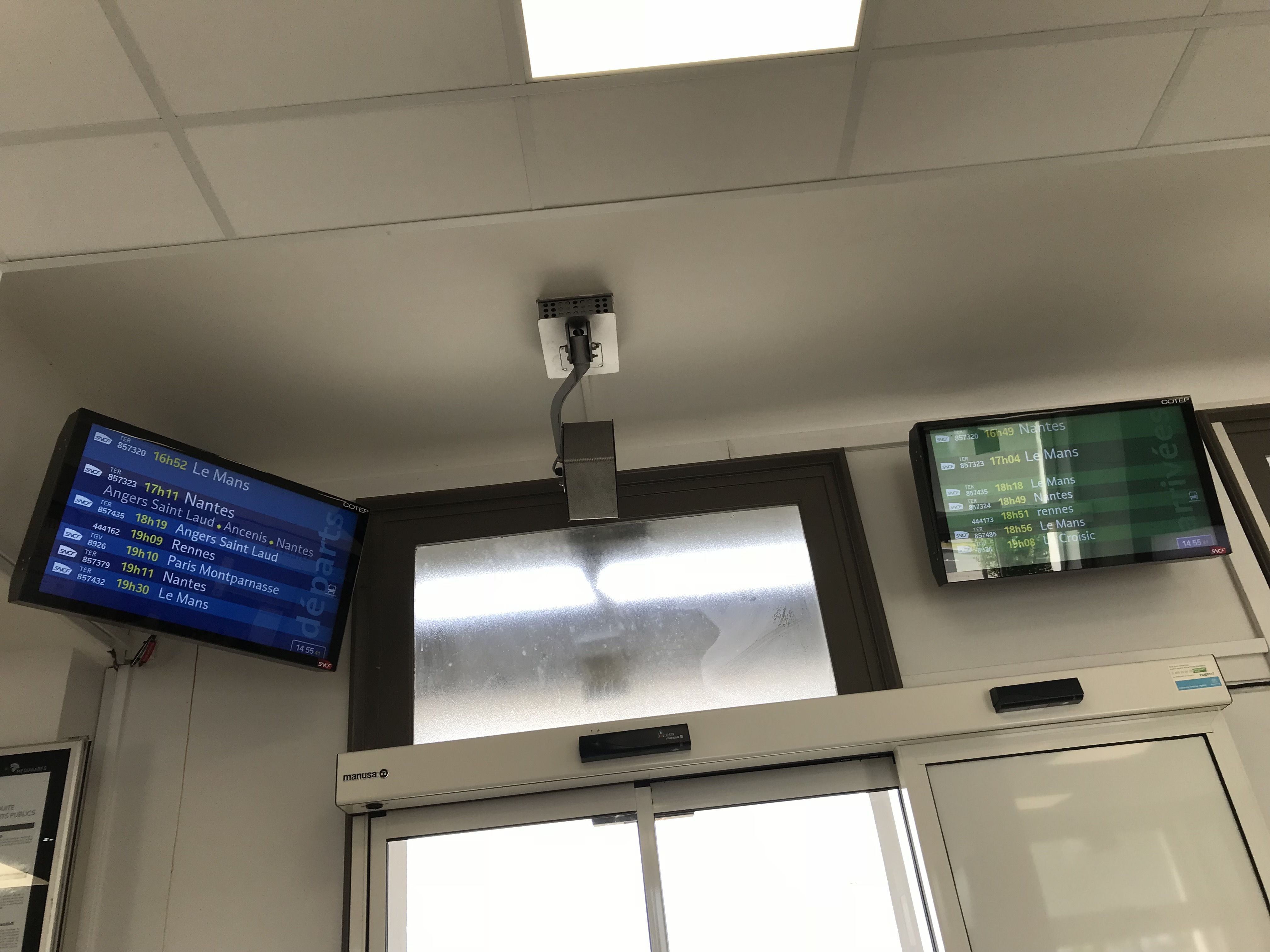
萨布莱火车站内的列车信息显示屏

萨尔特河畔萨布莱位于勒芒－昂热铁路上，另有支线铁路可连接布列塔尼-卢瓦尔河地区高速铁路。萨布莱站位于市区西北部，每天停靠一班往返于巴黎和南特之间的高速列车，此外停靠前往昂热、雷恩和勒芒三个方向的区域列车。

### 航空
距离萨尔特河畔萨布莱最近的民用航空站为图尔机场，距离萨尔特河畔萨布莱市中心的公路里程约99公里。

### 城市公共交通
萨尔特河畔萨布莱城市公共交通（商业名称为）是当地的城市公共交通系统。截至2022年3月，该系统共包括一条公交线路，由当地市政府提供，免费向公众开放，路网覆盖了萨尔特河畔萨布莱市区内的主要街道和居民区。

## 政治

### 市政内阁

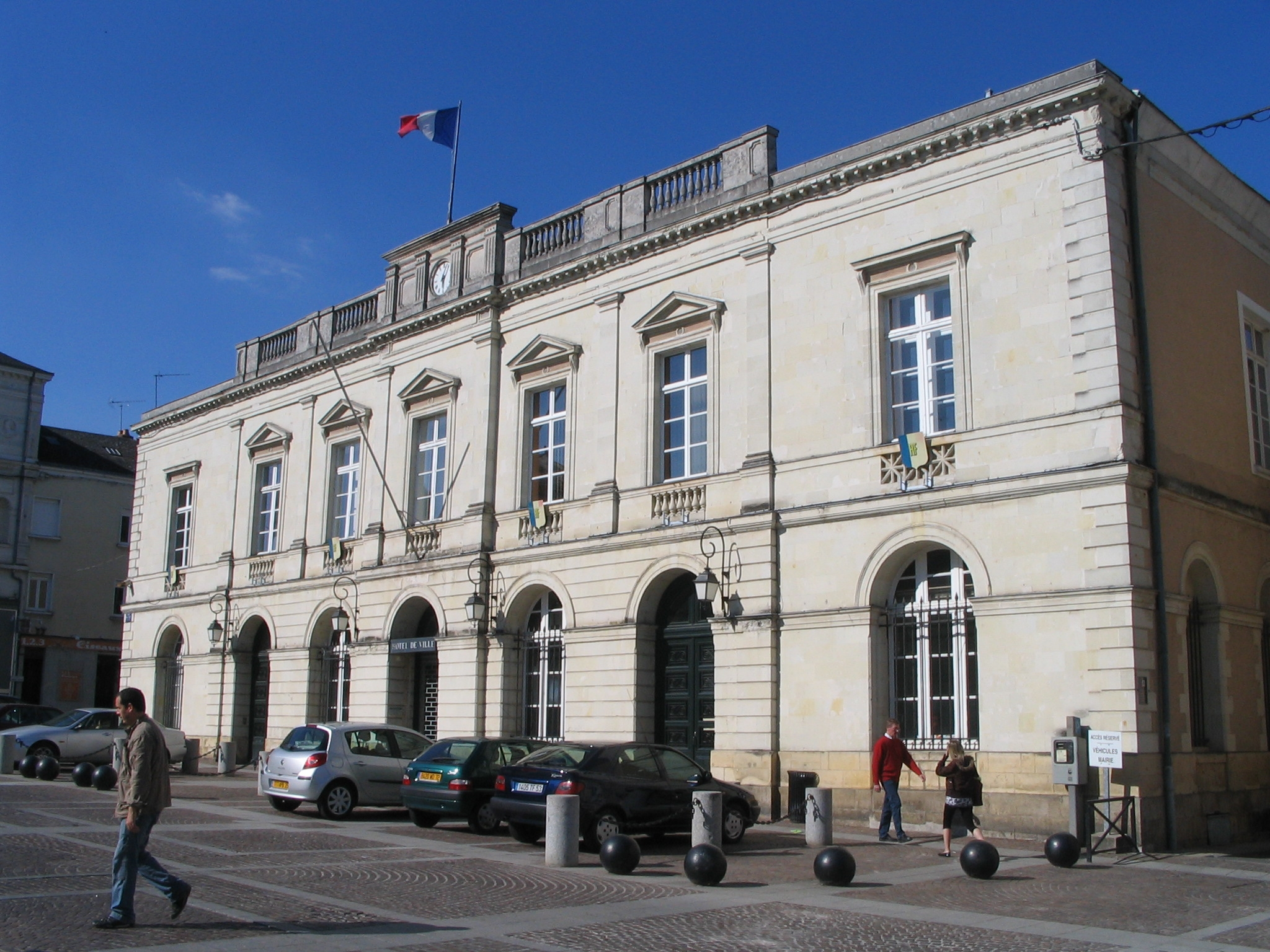
萨尔特河畔萨布莱市政厅

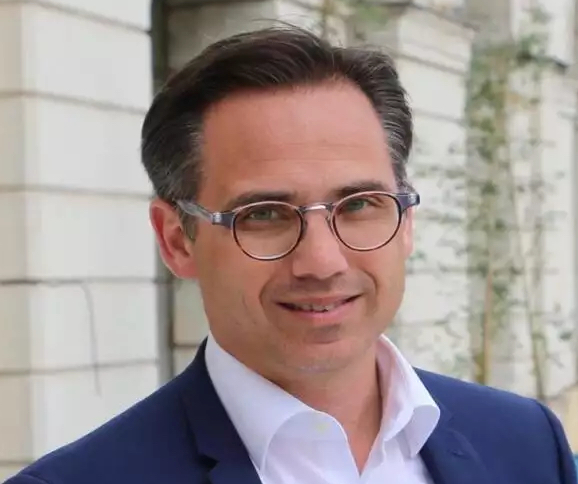
尼古拉·勒迪埃尔

萨尔特河畔萨布莱的现任市长为尼古拉·勒迪埃尔先生（Nicolas LEUDIÈRE），他是地平线的一名成员，在2020年的市政选举中获得了47.96%的支持率。
| 萨尔特河畔萨布莱历届市长 | 萨尔特河畔萨布莱历届市长         | 萨尔特河畔萨布莱历届市长           |
| 任期                     | 市长                             | 党派                               |
| ------------------------ | -------------------------------- | ---------------------------------- |
| 1944年－1945年           | Fernand Lemaire 费尔南·勒迈尔    | 不详                               |
| 1945年－1959年           | Georges Mention 乔治·芒雄        | MRP人民共和运动                    |
| 1959年－1980年           | Joël Le Theule 若埃尔·勒特勒     | UDR共和国保卫联盟 →RPR保衛共和聯盟 |
| 1981年－1983年           | Pierre Daguet 皮埃尔·达盖        | RPR保衛共和聯盟                    |
| 1983年－2001年           | François Fillon 弗朗索瓦·菲永    | RPR保衛共和聯盟                    |
| 2001年－2008年           | Pierre Touchard 皮埃尔·图沙尔    | RPR保衛共和聯盟 →UMP人民运动联盟   |
| 2008年－2020年           | Marc Joulaud 马克·茹洛           | UMP人民运动联盟 →LR共和黨          |
| 2020年－                 | Nicolas Leudière 尼古拉·勒迪埃尔 | DVD右翼无党派人士 →Horizons地平线  |

### 各级选举
| 萨尔特河畔萨布莱历届投票选举结果 | 萨尔特河畔萨布莱历届投票选举结果 | 萨尔特河畔萨布莱历届投票选举结果 | 萨尔特河畔萨布莱历届投票选举结果 | 萨尔特河畔萨布莱历届投票选举结果    | 萨尔特河畔萨布莱历届投票选举结果 | 萨尔特河畔萨布莱历届投票选举结果 | 萨尔特河畔萨布莱历届投票选举结果    | 萨尔特河畔萨布莱历届投票选举结果 | 萨尔特河畔萨布莱历届投票选举结果 |
| 选举项目                         | 选举范围                         | 选区单位                         | 选举结果                         | 选举结果                            | 选举结果                         | 选举结果                         | 选举结果                            | 选举结果                         | 参考资料                         |
| 选举项目                         | 选举范围                         | 选区单位                         | 第一轮胜出者                     | 第一轮胜出者                        | 支持率                           | 第二轮胜出者                     | 第二轮胜出者                        | 支持率                           | 参考资料                         |
| -------------------------------- | -------------------------------- | -------------------------------- | -------------------------------- | ----------------------------------- | -------------------------------- | -------------------------------- | ----------------------------------- | -------------------------------- | -------------------------------- |
| 2017年法國總統選舉               | 法國                             | 市镇                             |                                  | 弗朗索瓦·菲永                       | 45.08%                           |                                  | 埃马纽埃尔·马克龙                   | 69.29%                           | [ 28 ]                           |
| 2017年法国立法选举               | 萨尔特省第四选区                 | 市镇                             |                                  | 埃马纽埃尔·佛朗哥                   | 32.44%                           |                                  | 埃马纽埃尔·佛朗哥                   | 56.46%                           | [ 28 ]                           |
| 2019年欧洲议会选举               | 法國                             | 市镇                             |                                  | 若尔丹·巴尔代拉                     | 24.02%                           | （不适用）                       | （不适用）                          | （不适用）                       | [ 30 ]                           |
| 2021年法国省级选举               | 萨尔特省                         | 县                               |                                  | 达尼埃尔·舍瓦利耶 玛蒂娜·克恩科维克 | 53.86%                           |                                  | 达尼埃尔·舍瓦利耶 玛蒂娜·克恩科维克 | 68.37%                           | [ 31 ]                           |
| 2021年法国省级选举               | 萨尔特省                         | 市镇                             |                                  | 达尼埃尔·舍瓦利耶 玛蒂娜·克恩科维克 | 49.75%                           |                                  | 达尼埃尔·舍瓦利耶 玛蒂娜·克恩科维克 | 72.43%                           | [ 31 ]                           |
| 2021年法国大区选举               |                                  | 市镇                             |                                  | 克丽丝泰勒·莫朗赛                   | 49.46%                           |                                  | 克丽丝泰勒·莫朗赛                   | 59.69%                           | [ 32 ]                           |

## 人口
2018年，萨尔特河畔萨布莱市镇人口数量为12,127，在法国排名第800位。其中男性5,799人，女性6,328人，75岁及以上人口占10.4%，外籍人口数量为3,213人，人口密度为328人/平方公里，当地居民被称为（男性）或（女性）。2019年，萨尔特河畔萨布莱境内出生123人，死亡人口160人。
| 萨尔特河畔萨布莱1901年－2019年人口变化情况                                               |
|                                                                                          |
| 原萨尔特河畔萨布莱 合并埃尔沃河畔加斯蒂讷以后的萨尔特河畔萨布莱 数据来源：Cassini、INSEE |

## 经济
萨尔特河畔萨布莱是一个区域性的中心城市。截止2022年3月，萨尔特河畔萨布莱市镇范围内共有各类用人单位（包含自雇）1,241家，平均历史为18年，其中96.62%为中小型企业（PME）。（禽类加工）、（淀粉生产）及（汽车配件生产）是当地2020年营业额最高的三个企业，分别为689,024,260欧元、76,199,540欧元和43,764,172欧元。

## 财政与居民收入
2020年，萨尔特河畔萨布莱的财政收入总额为15,203,300欧元，财政支出总额为13,547,700欧元，当年的债务总额为19,889,100欧元。2021年，萨尔特河畔萨布莱共获得938,285欧元的国家财政补助，比上一年减少了6.72%。
2019年，萨尔特河畔萨布莱的人均月收入总额为1,923欧元，其中高级职员为3,773欧元，低于法国平均水平（4,230欧元）；中级职员为2,281欧元，低于法国平均水平（2,411欧元）；普通职员为1,645欧元，亦低于法国平均水平（1,740欧元）。
2018年，萨尔特河畔萨布莱境内的青壮年（15至64岁）失业率为18.1%，当地40.2%的家庭拥有纳税资格，平均纳税1,893欧元，低于法国平均水平（3,910欧元）。

## 社会事务

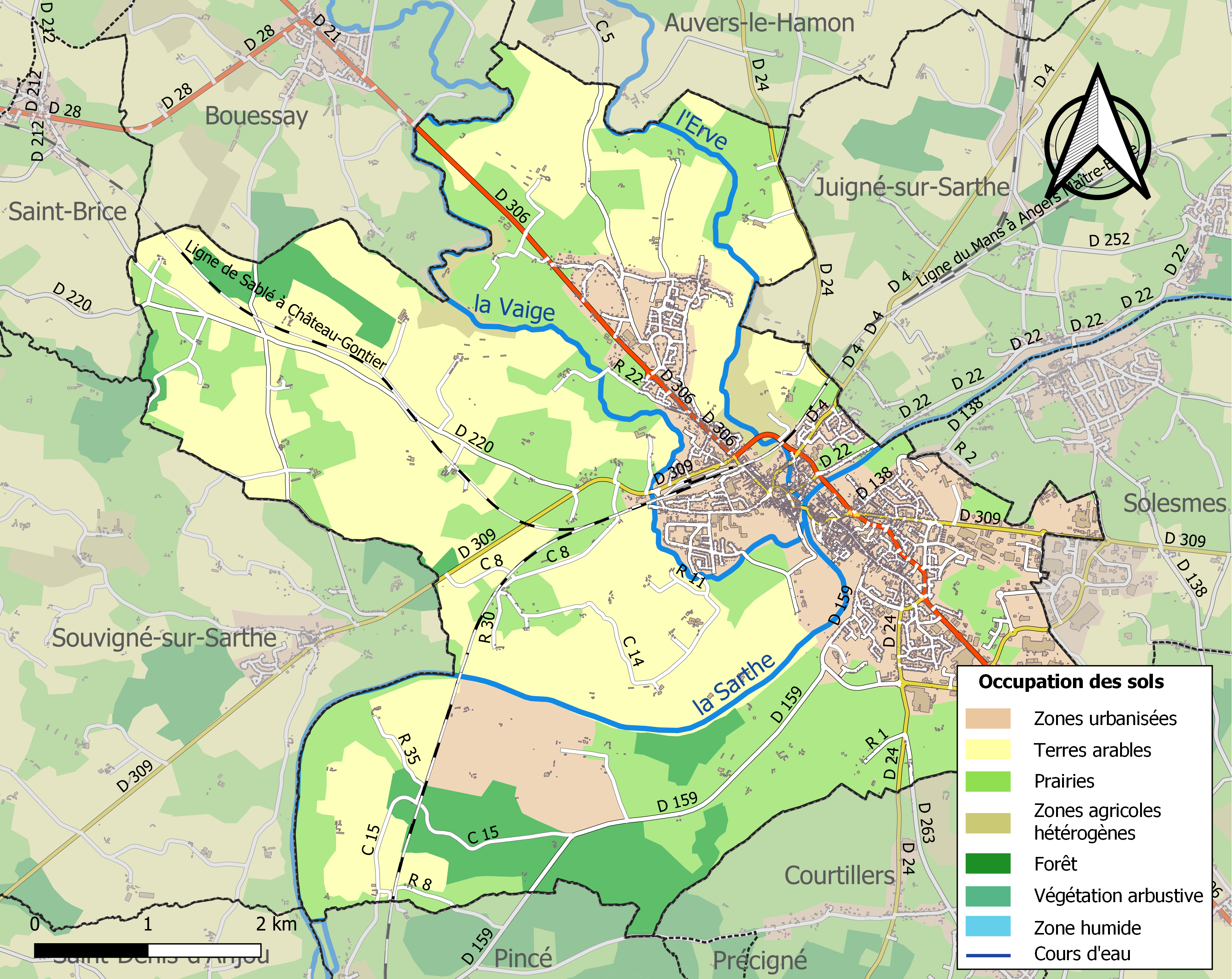
萨尔特河畔萨布莱土地利用情况地图

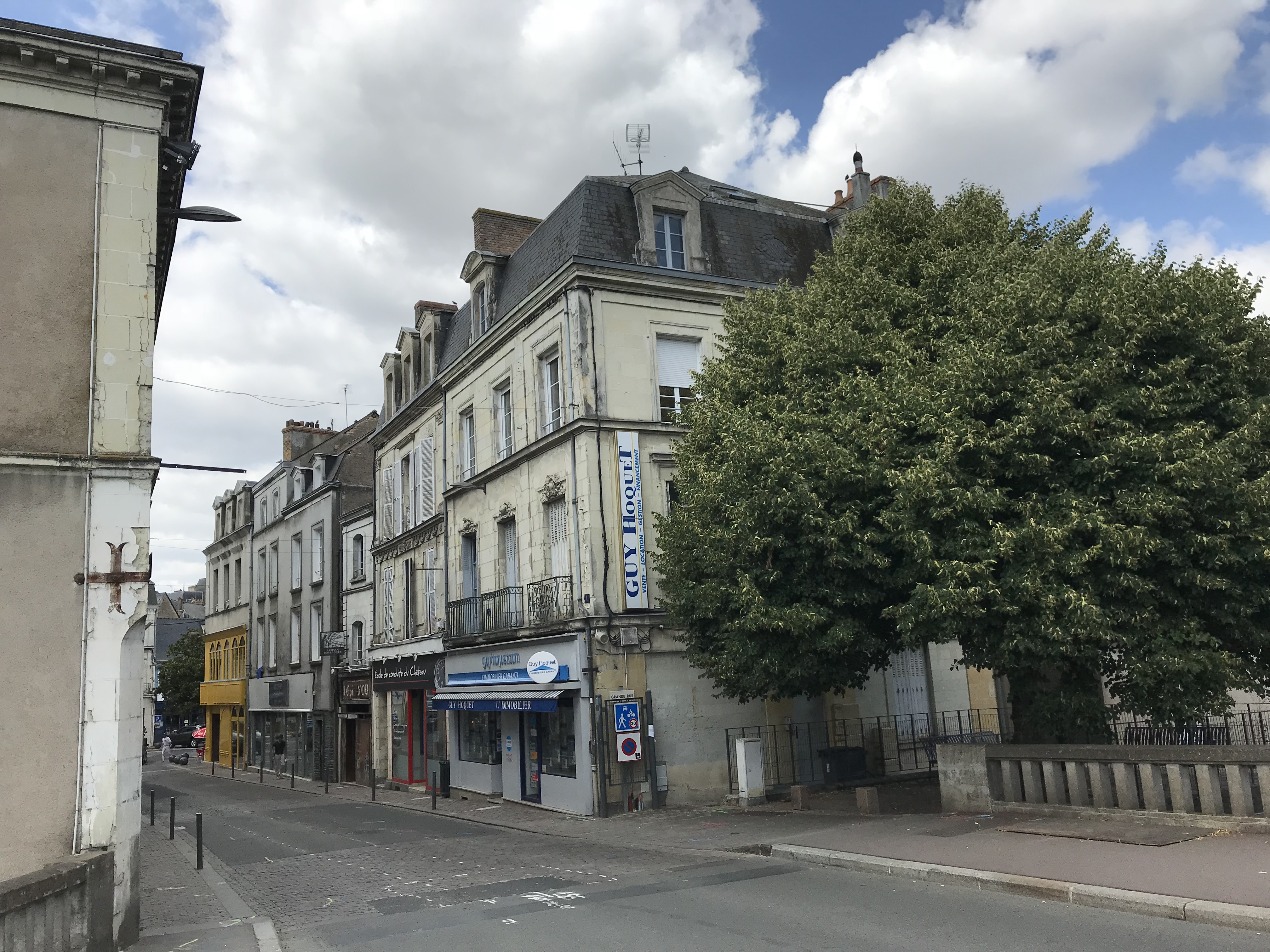
萨尔特河畔萨布莱市中心的一条街道

### 教育
萨尔特河畔萨布莱属于南特学区。截止2020年1月1日，萨尔特河畔萨布莱境内共有7所小学、4所初级中学、2所普通高中和1所农业高中。2018至2019学年度，萨尔特河畔萨布莱境内共有在校中等教育阶段学生3,142名。

### 医疗
截止2020年1月1日，萨尔特河畔萨布莱境内共有全科医生13名、保健师9名、牙医10名、护士16名、眼科医生2名、皮肤科医生1名和助产士2名。境内共有药房5家、养老院4家、残疾人帮扶中心4家。
萨尔特河畔萨布莱是萨尔特-卢瓦健康市际中心医院（Centre hospitalier intercommunal Pôle Santé Sarthe et Loir）的服务范围，后者是法国的一个区域性医疗机构，其主病区位于A11高速公路出入口附近，距离萨尔特河畔萨布莱市区的正常车程在15分钟以内，该院设有床位192个，是当地规模最大的公立综合性医院。

### 住房
2018年，萨尔特河畔萨布莱境内共有各类住房6,617套，其中52.7%为独立式居民区，45.4%为集中式居民区。常住房屋占萨尔特河畔萨布莱市镇范围内居民建筑总量的85.3%。
在住房保障政策方面，2020年，萨尔特河畔萨布莱境内共有1,737户家庭获得了住房经济补助，受益人数占总人口数量的14.3%，其中1,694份为房租补助。

### 商业
2019年，萨尔特河畔萨布莱境内共有各类实体商铺272家，其中餐厅29家、大型超市6家、杂货店6家、面包房10家、肉铺7家、书店4家、装饰品店3家、银行门店9家、美容美发店22家、汽车维修店18家。市区东部建有大型开放式商业街区，建有E.Leclerc、Lidl、Action等购物商场。

### 体育
2020年，萨尔特河畔萨布莱境内共有2家游泳池、5间体育馆、4座综合体育场、10处网球场、2处马术场、3处足球或橄榄球场、5处篮球或排球场以及1处高尔夫球场。
截至2022年3月，萨布莱足球俱乐部（编号501926）是当地唯一的注册足球俱乐部，成立于1928年，其主队2021至2022赛季参加法国全国丙组联赛（法国第五级别），其主场雷米·朗贝尔球场（Stade Rémy Lambert）位于市区南部。

### 环境
萨尔特河畔萨布莱的环境事务由其所属的萨尔特河畔萨布莱市镇公共社区负责。2019年，萨尔特河畔萨布莱境内暂无污染企业。

### 治安
2019年，萨尔特河畔萨布莱市镇范围内有1处宪兵队。
萨尔特河畔萨布莱所在地是拉弗莱什国家宪兵队（zone gendarmerie de La Flèche）的管辖范围。2020年，该宪兵队辖区内共92个市镇累计发生各类案件4,012起，其中盗窃类案件1,830起，经济类案件664起，毒品交易类案件237起。

## 文化
2020年，萨尔特河畔萨布莱境内共有1家剧场、2家电影院和1家音乐厅。萨尔特河畔萨布莱市政府提供多媒体中心，每周一、二、三、五、六向公众开放。

### 建筑
萨尔特河畔萨布莱境内有多处历史建筑，其中萨布莱城堡为法国国家文物保护单位，也是当地的地标性建筑物。建于19世纪末的圣马丁小教堂则因结构老化而于2017年拆除。

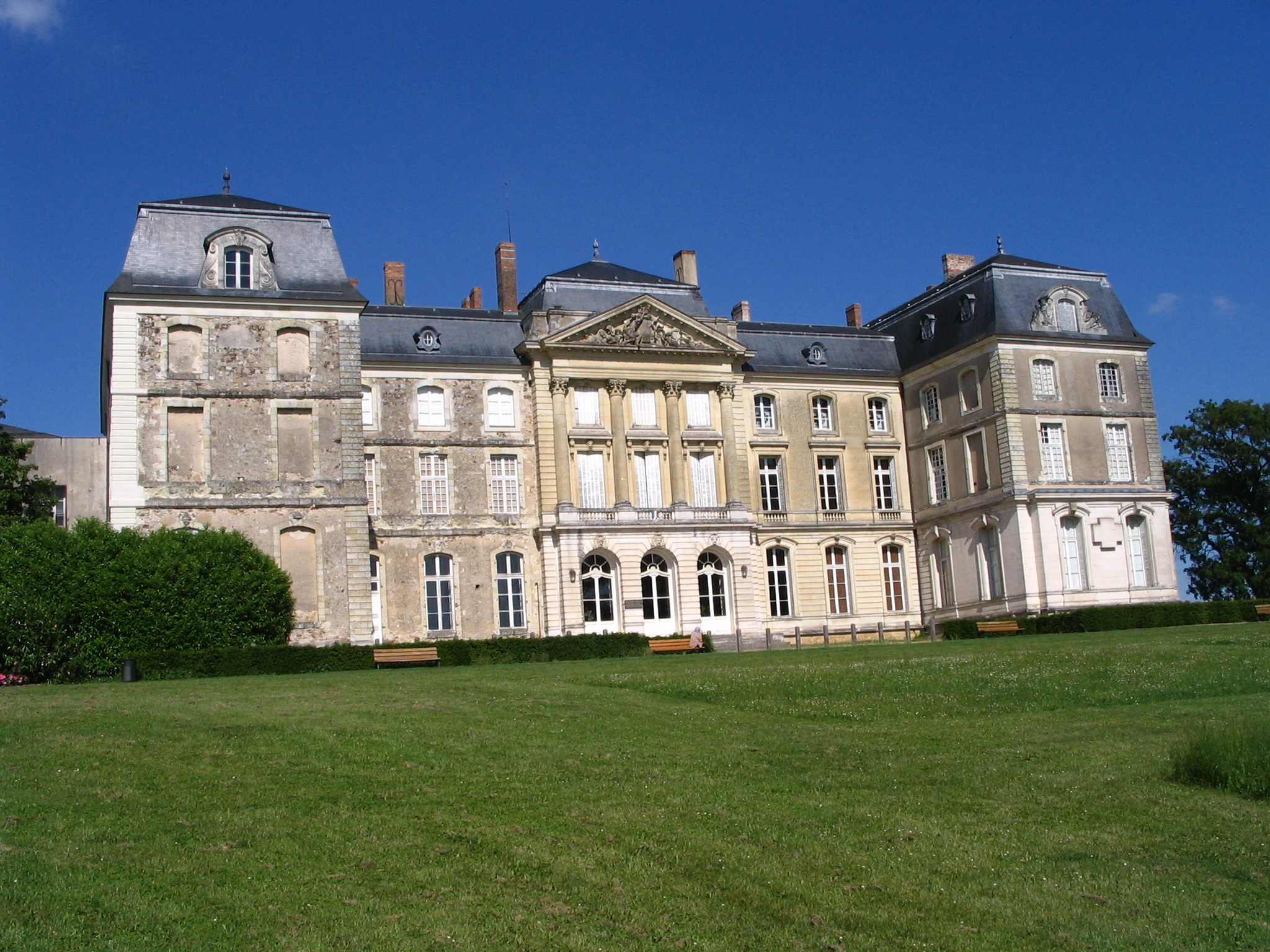
萨布莱城堡（法语：Château de Sablé）
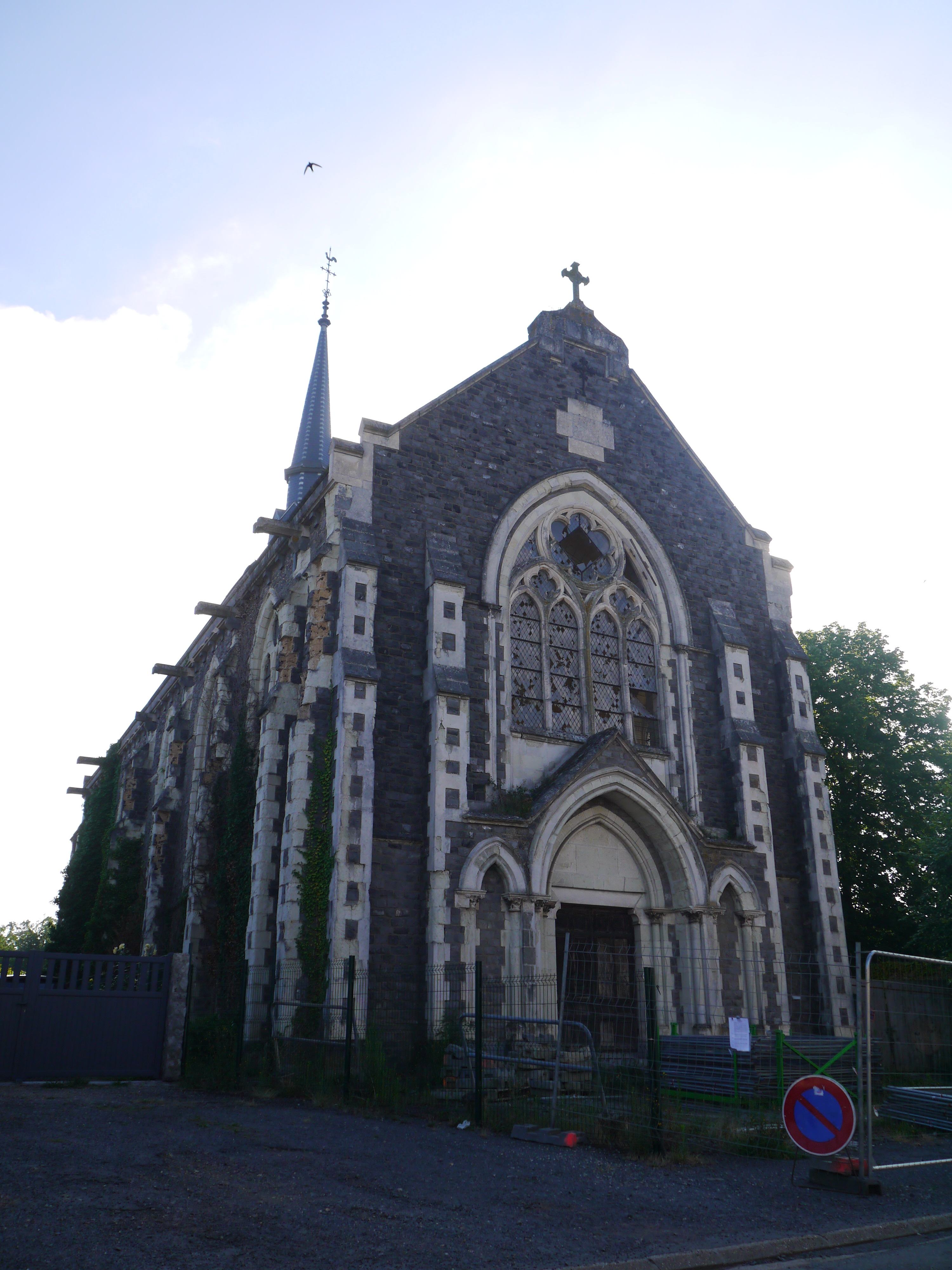
圣马丁小教堂（法语：Chapelle Saint-Martin de Sablé-sur-Sarthe）
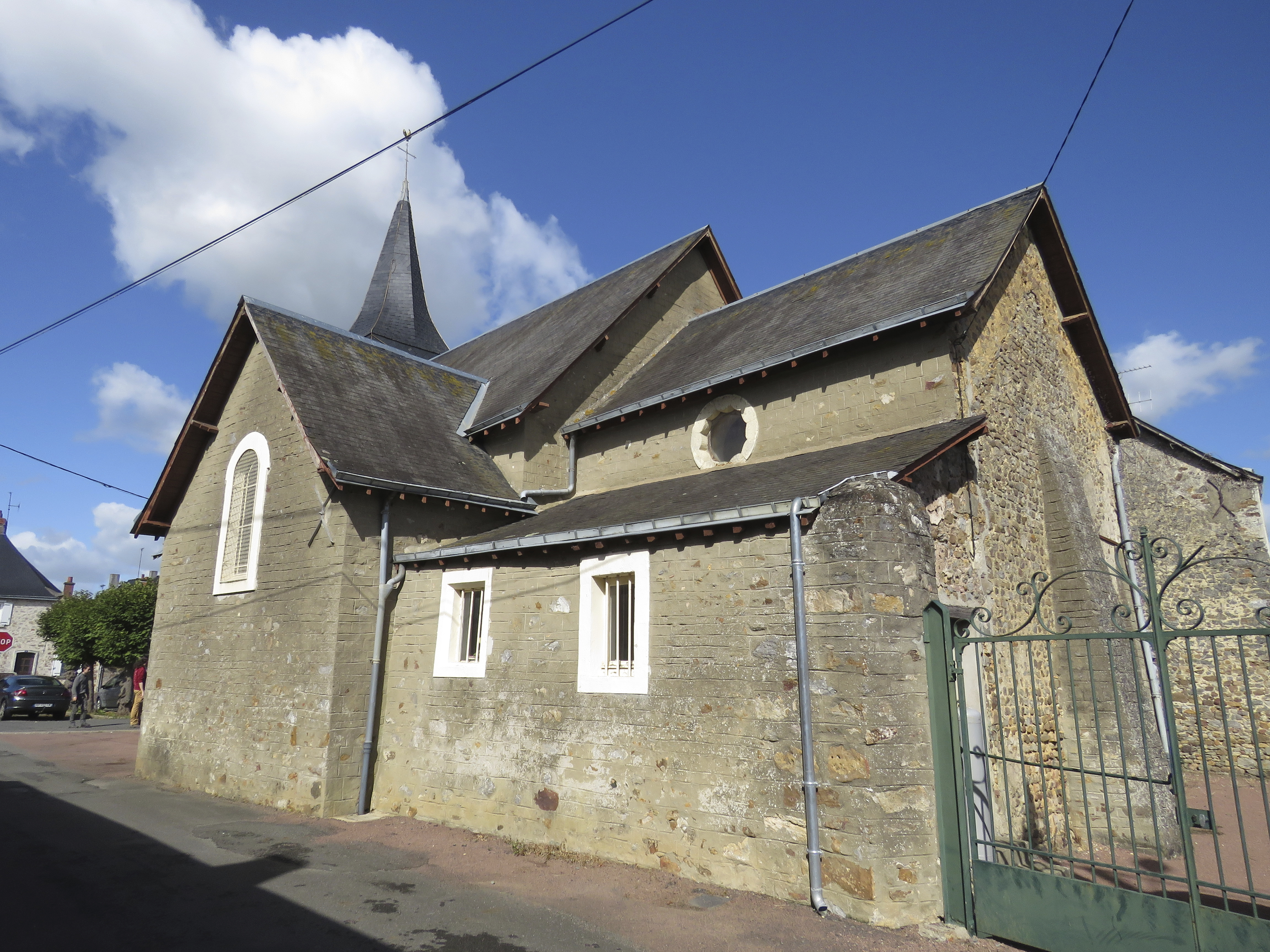
加斯蒂讷教堂
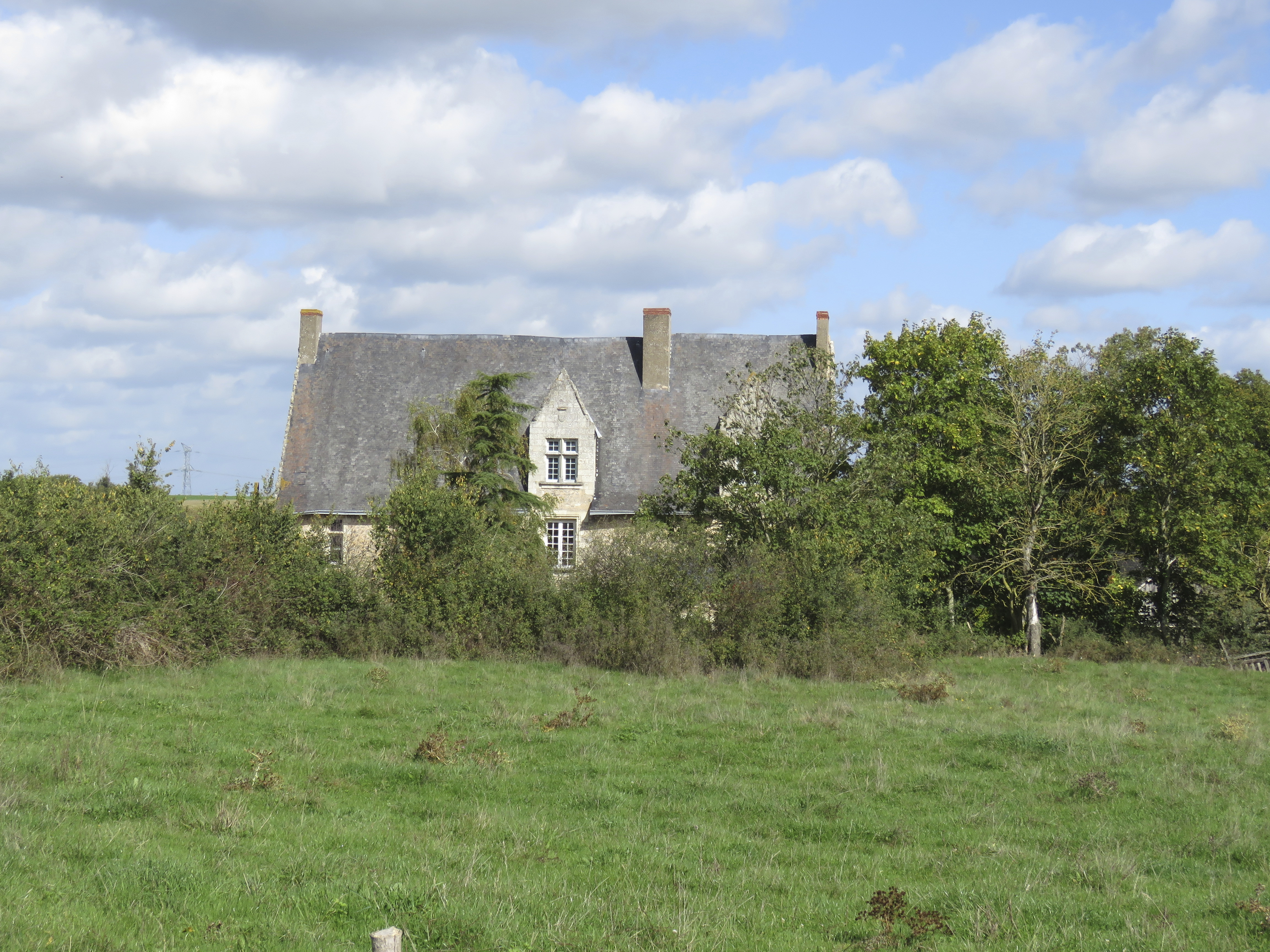
戈特雷庄园（法语：Manoir de Gautret）
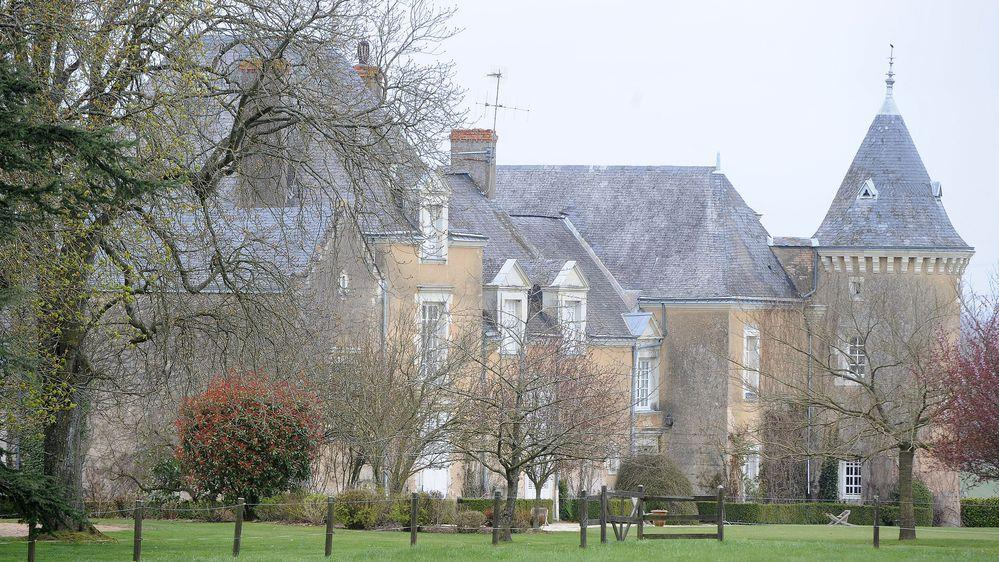
博塞庄园
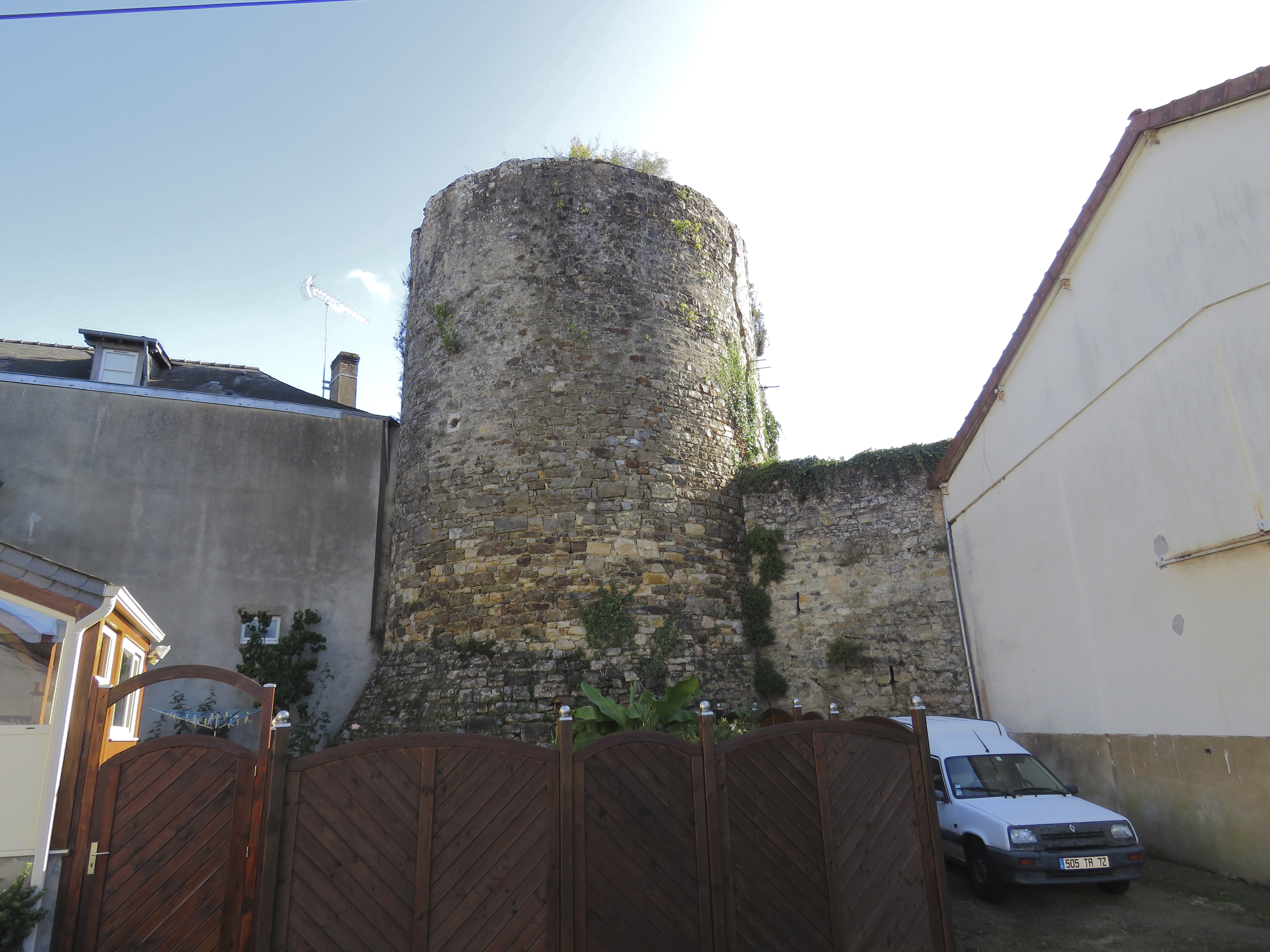
城堡塔（法语：Tour des remparts (Sablé-sur-Sarthe)）
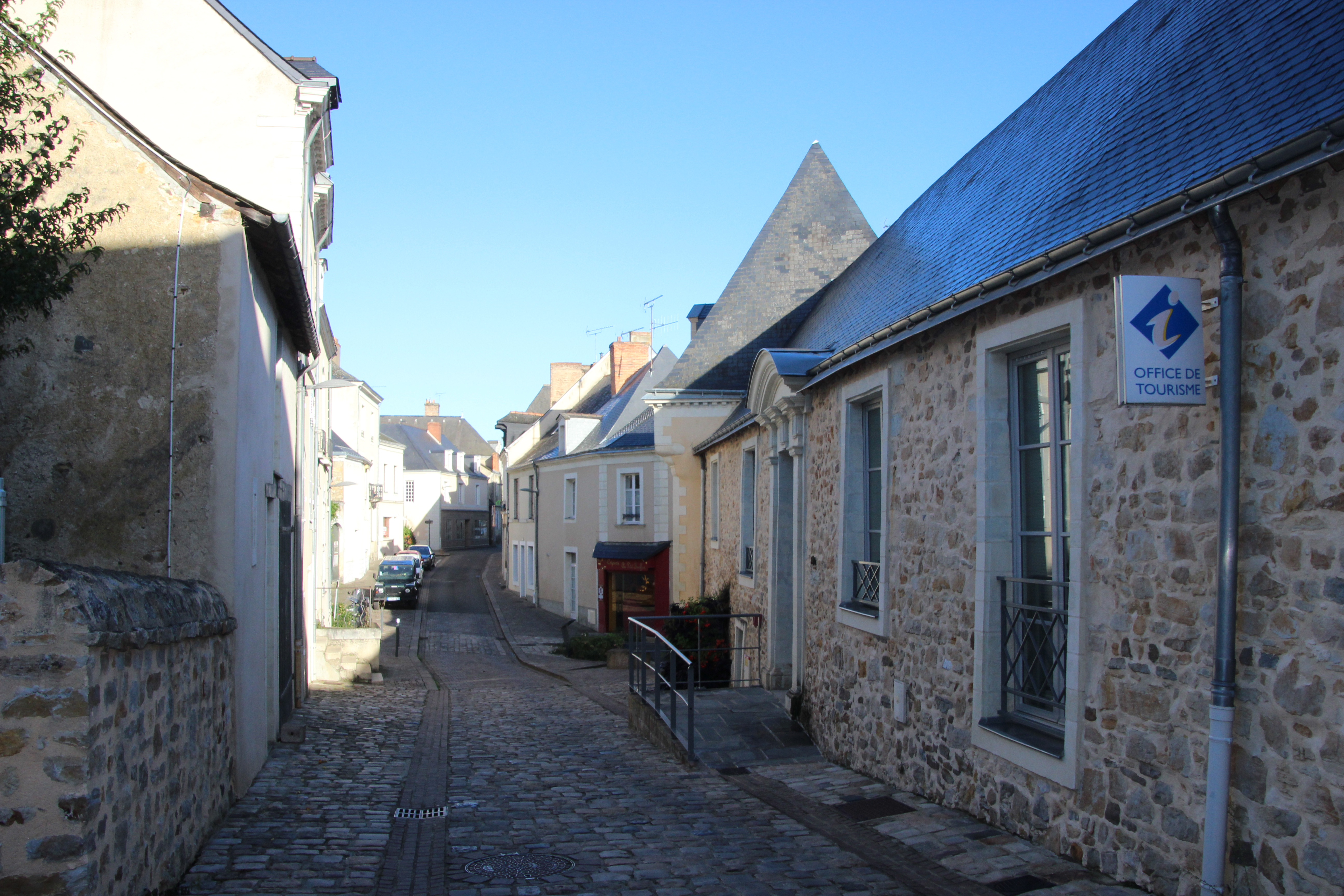
民居

### 旅游

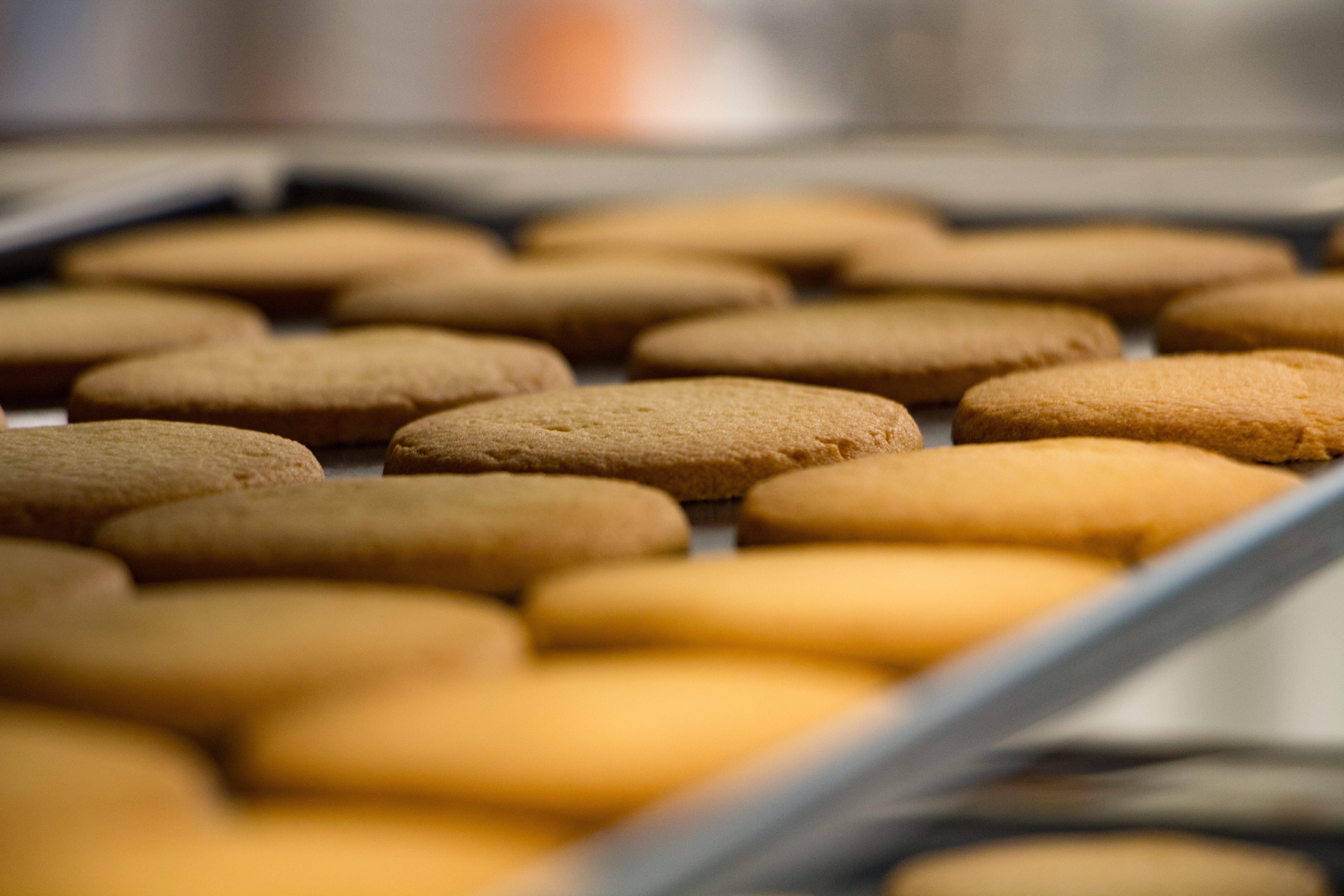
萨布莱甜品

萨尔特河畔萨布莱的旅游事务由其所属的萨尔特河畔萨布莱市镇公共社区负责。2021年，萨尔特河畔萨布莱境内共有2家酒店共计58间房间；另有1个露营地，可容纳共74辆露营车。

### 媒体
法国主要的媒体均可在萨尔特河畔萨布莱接收，法国电视三台下属的卢瓦尔河地区大区频道在部分时段播出萨尔特河畔萨布莱所属区域的地方新闻。《法国西部报》、《曼恩自由报》、蓝色法兰西曼恩广播等是当地主要的地方性媒体。

## 相关人物
法国天主教道士普罗斯珀·盖朗热出生于萨尔特河畔萨布莱。
法国政治家弗朗索瓦·菲永曾于1983至2001年间担任萨尔特河畔萨布莱市长职务。

## 友好城市
截至2022年3月，萨尔特河畔萨布莱共与一座城市互为友好城市关系：
- 德国 比克堡